# Wiesław Dyła
Wiesław Dyła (ur. 6 sierpnia 1963, zm. 7 września 2012 w Niemczech) – polski bokser, mistrz i wicemistrz Polski.
Zwyciężył w wadze ciężkiej (do 91 kg) w Mistrzostwach Armii Zaprzyjaźnionych w 1985 w Bydgoszczy, gdzie w finale pokonał Kubańczyka Hermenegildo Báeza. Wystąpił w tej wadze na mistrzostwach świata w 1986 w Reno, lecz przegrał pierwszą walkę ze Swilenem Rusinowem z Bułgarii.
Był mistrzem Polski w wadze ciężkiej (do 91 kg) w 1985
oraz wicemistrzem w 1984.
W latach 1986–1987 trzykrotnie wystąpił w reprezentacji Polski, odnosząc 1 zwycięstwo i ponosząc 2 porażki.
Zwyciężył w wadze ciężkiej w 8. Turnieju im. Feliksa Stamma w 1986.
W 1987 pokonał Andrzeja Gołotę. W kwietniu tego roku, podczas udziału w turnieju w Hamburgu, odłączył się od ekipy Polski i pozostał w RFN. Tam boksował do 1990. Mieszkał w Kamp-Lintfort.
Zmarł tragicznie 7 września 2012. Został pochowany 15 września tego roku w Siemianowicach Śląskich.